# Bertha Sandström
Bertha Catharina Sandström, född 1858 i Stockholm, död 20 februari 1942 på Gledzianow, Witonia, Polen, var en svensk målare.
Hon var dotter till lantmäterisekreteraren Carl Erik Sandström och Anna Erica Hallström och från 1887 gift med Johannes von Ditten. Hon var syster till Anna Sandström och Ivar Sandström. Hon studerade vid Konstakademien 1882–1886 och fortsatte därefter sina studier i Bryssel. Efter sitt giftermål bosatte sig paret först i Norge men från 1914 var de huvudsakligen bosatta i Estland. Vid den ryska invasionen av Estland  flydde hon till Norge men vid den tyska invasionen 1940 valde hon att bosätta sig i Polen. Hon ställde ut i den norska avdelningen vid utställningen Läsande flickor som visades i Stockholm 1897 och hon medverkade några gånger i Parissalongen. Hennes konst består av figurer och landskapsmotiv.